# Colin Woodard

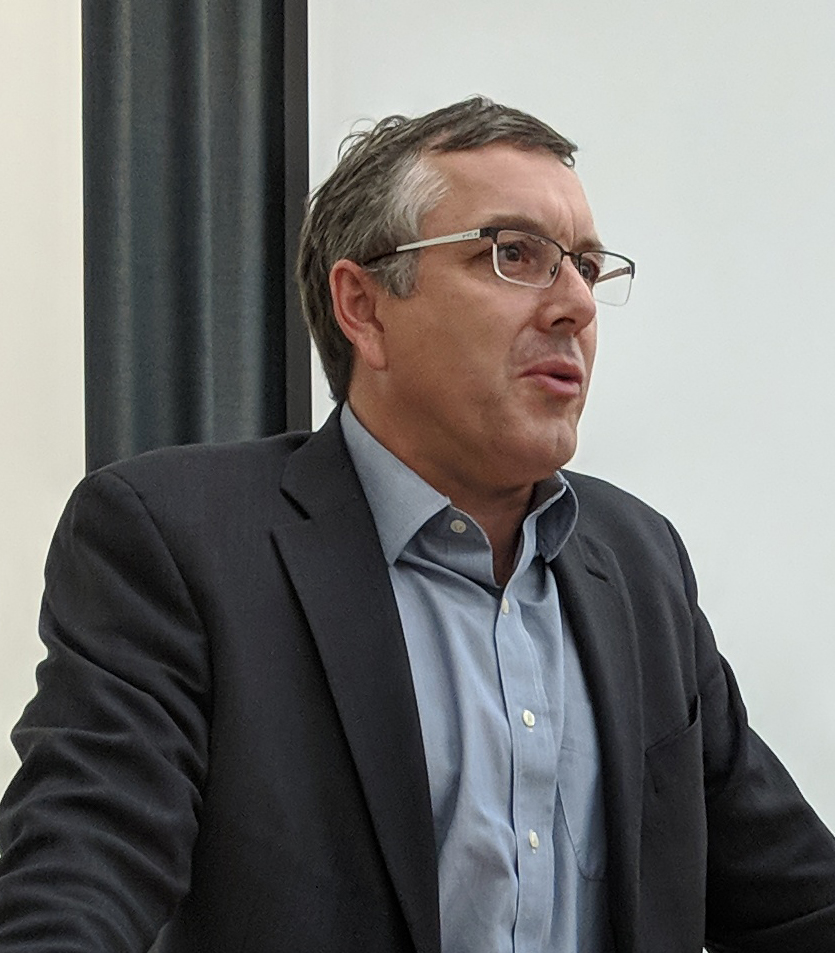
Colin Woodard, 2018

Colin Woodard ([ˈwʊdɑːrd] ; * 3. Dezember 1968 in Waterville, Maine) ist ein amerikanischer Journalist und Schriftsteller.

## Leben und Werk
Woodard wuchs in Maine auf und studierte an der Tufts University bei Boston. 1989 absolvierte er ein Austauschsemester an Corvinus-Universität in Budapest und erlebte die Umbrüche am Ende des Kalten Krieges aus erster Hand. Während dieser Zeit begann er freiberuflich als Auslandskorrespondent für amerikanische Zeitungen zu schreiben, zunächst für den Chronicle of Higher Education und später unter anderem auch für den Christian Science Monitor und den San Francisco Chronicle. 1991 schloss er sein Studium mit einem Bachelor of Arts ab, zog dann nach Budapest und arbeitete als Journalist in Osteuropa. 1995 kehrte er in die Vereinigten Staaten zurück, um an der University of Chicago Internationale Beziehungen (engl. international relations) zu studieren. Das Studium schloss er Ende 1996 mit einem Master of Arts ab und wurde für seine Masterarbeit mit dem Titel Balkan Ghosts and their Masters: The Politics of Ethno-Nationalism in Romania im folgenden Jahr mit dem Morton-Kaplan-Preis der Universität ausgezeichnet.
Ende 1996 zog Woodard für kurze Zeit nach Zagreb, um als Auslandskorrespondent über den Balkankonflikt zu berichten. Anschließend berichtete er für zwei Jahre aus der ganzen Welt über Umweltprobleme. Insgesamt berichtete er aus 50 Ländern. Derzeit (2016) berichtet er über nationale und staatliche Angelegenheiten für den Portland Press Herald und das Maine Sunday Telegram und verfasst Beiträge für das Politikmagazin Politico.
Neben seiner Arbeit als Zeitungskorrespondent verfasste er auch mehrere Sachbücher, darunter The Republic of Pirates, welches das Piratentum in der Karibik und an der Südküste Nordamerikas von 1696 bis 1732 beschreibt. Dieses Buch diente als Vorlage für die Fernsehserie Crossbones, die den Piraten Blackbeard, verkörpert von John Malkovich, porträtiert. Woodard war Berater für das Computerspiel Assassin’s Creed IV: Black Flag, dessen Handlung sich ebenfalls mit Piraten zu Beginn des 18. Jahrhunderts beschäftigt.
Woodard wurde im Verlauf seiner Karriere mit mehreren Preisen ausgezeichnet. 2004 erhielt er den Jane Bagley Lehman Award for Public Advocacy für seine Berichterstattung zu Umweltthemen. 2012 wurde ihm für Special Report: The profit motive behind virtual schools in Maine, einer Hintergrundrecherche zum Online-Unterricht im Schulsystem des Bundesstaates Maine, der George Polk Award in der Sparte education reporting verliehen. Im selben Jahr wurde er zudem mit dem Literaturpreis für Sachbücher seines Heimatstaates (Maine Literary Award for Non-Fiction) ausgezeichnet.
Nachdem Woodard 2022 Visiting Fellow am Pell Center for International Relations der Salve Regina University in Newport gewesen war, wurde er dort 2023 zum Direktor des Nationhood Lab des Pell Centers berufen.

## Werke
- Ocean's End: Travel through Endangered Seas, Basic Books, New York 2000, ISBN 0465015700.
- The Lobster Coast: Rebels, Rusticators, and the Struggle for a Forgotten Frontier. Viking, New York 2004, ISBN 0670033243.
- The Republic of Pirates: Being The True and Surprising Story of the Caribbean Pirates and the Man Who Brought Them Down. Harcourt, Orlando 2007, ISBN 978-0-151-01302-9.
- American Nations: A History of the Eleven Rival Regional Cultures of North America. Viking, New York 2011, ISBN 978-0-670-02296-0.
- Special Report: The profit motive behind virtual schools in Maine. Portland Press Herald, 2. September 2012
- American Character: A History of the Epic Struggle Between Individual Liberty and the Common Good. Viking, 15. März 2016
- Union: The Struggle to Forge the Story of United States Nationhood, Viking, 2020, ISBN 978-0525560159